# Jornadas da Primeira Liga de 2018–19
Este artigo descreve as jornadas da Primeira Liga de 2018–19.

## Primeira volta

### 1ª Jornada
- Atualizado até 13 de agosto de 2018[1]

| 10 de Agosto de 2018 | Benfica          | 3 – 2  | Vitória de Guimarães                  | Lisboa                                                         |  |
| 20:30                | Pizzi 9' 30' 38' | Report | André André 75' · Guillermo Celis 81' | Estádio: Estádio da Luz Público: 55 219 Árbitro: João Pinheiro |  |

| 11 de Agosto de 2018 | Vitória de Setúbal        | 2 – 0  | Aves | Setúbal                                                            |  |
| 16:30                | Costinha 3' · Jhonder 61' | Report |      | Estádio: Estádio do Bonfim Público: 5 182 Árbitro: Hélder Malheiro |  |

| 11 de Agosto de 2018 | Tondela | 0 – 1  | Belenenses SAD | Tondela                                                            |  |
| 19:00                |         | Report | Fredy 54'      | Estádio: Estádio João Cardoso Público: 2 010 Árbitro: Luís Godinho |  |

| 11 de Agosto de 2018 | Porto                                                                          | 5 – 0  | Chaves | Porto                                                            |  |
| 21:00                | Vincent Aboubakar 14' 20' · Yacine Brahimi 45' · Jesús Corona 71' · Marius 88' | Report |        | Estádio: Estádio do Dragão Público: 46 509 Árbitro: Nuno Almeida |  |

| 12 de Agosto de 2018 | Feirense                     | 2 – 0  | Rio Ave | Santa Maria da Feira                                                       |  |
| 16:00                | Tiago Silva 20' · Edinho 33' | Report |         | Estádio: Estádio Marcolino de Castro Público: 2 646 Árbitro: António Nobre |  |

| 12 de Agosto de 2018 | Marítimo                   | 1 – 0  | Santa Clara | Funchal                                                                  |  |
| 16:00                | Rodrigo Pinho 90+6' (pen.) | Report |             | Estádio: Estádio dos Barreiros Público: 5 893 Árbitro: Anzhony Rodrigues |  |

| 12 de Agosto de 2018 | Moreirense           | 1 – 3  | Sporting                                        | Moreira de Cónegos                                                                           |  |
| 18:30                | Heriberto Tavares 6' | Report | Bruno Fernandes 16' · Bas Dost 74' (pen.) 90+2' | Estádio: Estádio Comendador Joaquim de Almeida Freitas Público: 4 886 Árbitro: Tiago Martins |  |

| 12 de Agosto de 2018 | Braga                                      | 4 – 2  | Nacional                    | Braga                                                                      |  |
| 20:30                | Dyego Sousa 4' 32' · Ricardo Horta 48' 72' | Report | Bryan Róchez 23' (pen.) 38' | Estádio: Estádio Municipal de Braga Público: 16 387 Árbitro: Carlos Xistra |  |

| 13 de Agosto de 2018 | Portimonense | 0 – 2  | Boavista                            | Portimão                                                                   |  |
| 20:15                |              | Report | David Simão 47' · André Claro 90+3' | Estádio: Estádio Municipal de Portimão Público: 3 990 Árbitro: João Capela |  |

### 2ª Jornada
- Atualizado até 20 de agosto de 2018[2]

| 17 de Agosto de 2018 | Aves                             | 2 – 2  | Tondela                            | Vila das Aves                                                                           |  |
| 20:30                | Derley 13' · Nildo Petrolina 60' | Report | Juan Delgado 3' · Pablo Sabbag 74' | Estádio: Estádio do Clube Desportivo das Aves Público: 1 872 Árbitro: Artur Soares Dias |  |

| 18 de Agosto de 2018 | Chaves                           | 2 – 0  | Portimonense | Chaves                                                                     |  |
| 16:30                | Marcão 27' (pen.) · Perdigão 31' | Report |              | Estádio: Estádio Municipal de Chaves Público: 5 240 Árbitro: André Narciso |  |

| 18 de Agosto de 2018 | Boavista | 0 – 2  | Benfica                          | Porto                                                          |  |
| 19:00                |          | Report | Facundo Ferreyra 35' · Pizzi 62' | Estádio: Estádio do Bessa Público: 15 189 Árbitro: Manuel Mota |  |

| 18 de Agosto de 2018 | Sporting    | 2 – 1  | Vitória de Setúbal | Lisboa                                                                  |  |
| 21:00                | Nani 9' 66' | Report | Zequinha 19'       | Estádio: Estádio José Alvalade Público: 40 611 Árbitro: Manuel Oliveira |  |

| 19 de Agosto de 2018 | Nacional | 1 – 2  | Moreirense                            | Funchal                                                           |  |
| 16:00                | Witi 50' | Report | Pedro Nuno 8' · Heriberto Tavares 61' | Estádio: Estádio da Madeira Público: 2 491 Árbitro: António Nobre |  |

| 19 de Agosto de 2018 | Rio Ave                                                  | 3 – 1  | Marítimo               | Vila do Conde                                                     |  |
| 16:00                | Bruno Moreira 12' · Gelson Dala 40' · Damien Furtado 87' | Report | Joel Tagueu 73' (pen.) | Estádio: Estádio dos Arcos Público: 2 529 Árbitro: Vítor Ferreira |  |

| 19 de Agosto de 2018 | Belenenses SAD               | 2 – 3  | Porto                                                   | Oeiras                                                                    |  |
| 18:30                | Fredy 55' (pen.) · Keita 83' | Report | Diogo Leite 26' · Otávio 46' · Alex Telles 90+6' (pen.) | Estádio: Estádio Nacional do Jamor Público: 10 901 Árbitro: Carlos Xistra |  |

| 19 de Agosto de 2018     | Santa Clara                                            | 3 – 3  | Braga                                                   | Ponta Delgada                                                       |  |
| 20:30 (19:30 Hora Local) | Thiago Santana 46' · Zé Manuel 60' · Fábio Cardoso 65' | Report | Pablo Santos 24' · Wilson Eduardo 29' · Dyego Sousa 40' | Estádio: Estádio de São Miguel Público: 3 915 Árbitro: Rui Oliveira |  |

| 20 de Agosto de 2018 | Vitória de Guimarães | 0 – 1  | Feirense           | Guimarães                                                                 |  |
| 20:15                |                      | Report | Fábio Sturgeon 88' | Estádio: Estádio D. Afonso Henriques Público: 18 108 Árbitro: Hugo Miguel |  |

### 3ª Jornada
- Atualizado até 27 de agosto de 2018[3]

| 24 de Agosto de 2018 | Marítimo                            | 2 – 1  | Chaves      | Funchal                                                              |  |
| 20:30                | Leandro Barrera 90+1' · Lucas 90+5' | Report | William 17' | Estádio: Estádio dos Barreiros Público: 5 398 Árbitro: Tiago Martins |  |

| 25 de Agosto de 2018 | Portimonense                         | 2 – 2  | Santa Clara                                       | Portimão                                                                     |  |
| 16:30                | Bruno Tabata 49' · Wilson Manafá 64' | Report | Fábio Cardoso 5' · Wilson Manafá 66' (Gol-contra) | Estádio: Estádio Municipal de Portimão Público: 2 185 Árbitro: João Pinheiro |  |

| 25 de Agosto de 2018 | Benfica        | 1 – 1  | Sporting        | Lisboa                                                        |  |
| 19:00                | João Félix 86' | Report | Nani 64' (pen.) | Estádio: Estádio da Luz Público: 60 486 Árbitro: Luís Godinho |  |

| 25 de Agosto de 2018 | Porto                                  | 2 – 3  | Vitória de Guimarães                             | Porto                                                               |  |
| 21:00                | Yacine Brahimi 37' · André Pereira 43' | Report | André André 63' (pen.) · Tozé 76' · Davidson 86' | Estádio: Estádio do Dragão Público: 47 008 Árbitro: Fábio Veríssimo |  |

| 26 de Agosto de 2018 | Vitória de Setúbal | 1 – 2  | Nacional                                     | Setúbal                                                            |  |
| 16:00                | Eber Bessa 89'     | Report | Bryan Rochez 45+3' · João Camacho 85' (pen.) | Estádio: Estádio do Bonfim Público: 5 690 Árbitro: Cláudio Pereira |  |

| 26 de Agosto de 2018 | Feirense   | 1 – 1  | Boavista                    | Santa Maria da Feira                                                   |  |
| 16:00                | Edinho 61' | Report | Federico Falcone 45' (pen.) | Estádio: Estádio Marcolino de Castro Público: 3 711 Árbitro: Rui Costa |  |

| 26 de Agosto de 2018 | Tondela         | 1 – 1  | Rio Ave              | Tondela                                                           |  |
| 18:30                | Sergio Pena 58' | Report | Wenderson Galeon 17' | Estádio: Estádio João Cardoso Público: 2 045 Árbitro: Manuel Mota |  |

| 26 de Agosto de 2018 | Braga                                                    | 3 – 1  | Aves                | Braga                                                                        |  |
| 20:30                | Wilson Eduardo 59' · João Palhinha 64' · Dyego Sousa 78' | Report | Rodrigo Defendi 52' | Estádio: Estádio Municipal de Braga Público: 14 103 Árbitro: Manuel Oliveira |  |

| 27 de Agosto de 2018 | Moreirense         | 1 – 1  | Belenenses SAD | Moreira de Cónegos                                                                          |  |
| 20:15                | João Aurélio 90+4' | Report | Keita 76'      | Estádio: Estádio Comendador Joaquim de Almeida Freitas Público: 1 400 Árbitro: Rui Oliveira |  |

### 4ª Jornada
- Atualizado até 2 de setembro de 2018[4]

| 31 de Agosto de 2018 | Chaves | 0 – 1  | Braga            | Chaves                                                                    |  |
| 19:00                |        | Report | Pablo Santos 43' | Estádio: Estádio Municipal de Chaves Público: 5 983 Árbitro: Luís Godinho |  |

| 31 de Agosto de 2018 | Vitória de Guimarães | 1 – 0  | Tondela | Guimarães                                                                  |  |
| 21:15                | Alhassan Wakaso 18'  | Report |         | Estádio: Estádio D. Afonso Henriques Público: 20 128 Árbitro: Nuno Almeida |  |

| 1 de Setembro de 2018 | Belenenses SAD | 0 – 0  | Vitória de Setúbal | Oeiras                                                                 |  |
| 16:30                 |                | Report |                    | Estádio: Estádio Nacional do Jamor Público: 1 449 Árbitro: Manuel Mota |  |

| 1 de Setembro de 2018    | Santa Clara                                                        | 4 – 2  | Boavista                             | Ponta Delgada                                                        |  |
| 19:00 (18:00 Hora Local) | Thiago Santana 19' · Fernando Andrade 50' · Osama Rashid 60' 90+8' | Report | Federico Falcone 45+2' · Talocha 65' | Estádio: Estádio de São Miguel Público: 4 448 Árbitro: António Nobre |  |

| 1 de Setembro de 2018 | Sporting          | 1 – 0  | Feirense | Lisboa                                                               |  |
| 21:00                 | Jovane Cabral 88' | Report |          | Estádio: Estádio José Alvalade Público: 38 688 Árbitro: Rui Oliveira |  |

| 2 de Setembro de 2018 | Rio Ave                              | 2 – 1  | Portimonense | Vila do Conde                                                        |  |
| 16:00                 | Gabrielzinho 48' · Gelson Dala 90+6' | Report | Dener 24'    | Estádio: Estádio dos Arcos Público: 2 539 Árbitro: Artur Soares Dias |  |

| 2 de Setembro de 2018 | Aves | 0 – 1  | Marítimo        | Vila das Aves                                                                       |  |
| 16:00                 |      | Report | Zainadine 45+1' | Estádio: Estádio do Clube Desportivo das Aves Público: 1 272 Árbitro: João Pinheiro |  |

| 2 de Setembro de 2018 | Nacional | 0 – 4  | Benfica                                                                              | Funchal                                                             |  |
| 18:30                 |          | Report | Haris Seferović 28' · Eduardo Salvio 45' · Alejandro Grimaldo 76' · Rafa Silva 90+3' | Estádio: Estádio da Madeira Público: 4 793 Árbitro: Fábio Veríssimo |  |

| 2 de Setembro de 2018 | Porto                                                            | 3 – 0  | Moreirense | Porto                                                               |  |
| 20:30                 | Héctor Herrera 15' · Vincent Aboubakar 28' · Moussa Marega 90+4' | Report |            | Estádio: Estádio do Dragão Público: 43 316 Árbitro: Hélder Malheiro |  |

### 5ª Jornada
| 21 de Setembro de 2018 | Boavista | –      | Chaves | Porto                     |  |
| 20:30                  |          | Report |        | Estádio: Estádio do Bessa |  |

| 22 de Setembro de 2018 | Santa Clara | –      | Rio Ave | Ponta Delgada                  |  |
| 16:30                  |             | Report |         | Estádio: Estádio de São Miguel |  |

| 22 de Setembro de 2018 | Marítimo | –      | Belenenses | Funchal                        |  |
| 19:00                  |          | Report |            | Estádio: Estádio dos Barreiros |  |

| 22 de Setembro de 2018 | Vitória de Setúbal | –      | Porto | Setúbal                    |  |
| 21:00                  |                    | Report |       | Estádio: Estádio do Bonfim |  |

| 23 de Setembro de 2018 | Feirense | –      | Nacional | Santa Maria da Feira                 |  |
| 16:00                  |          | Report |          | Estádio: Estádio Marcolino de Castro |  |

| 23 de Setembro de 2018 | Tondela | –      | Moreirense | Tondela                       |  |
| 16:00                  |         | Report |            | Estádio: Estádio João Cardoso |  |

| 23 de Setembro de 2018 | Benfica | –      | Aves | Lisboa                  |  |
| 18:30                  |         | Report |      | Estádio: Estádio da Luz |  |

| 23 de Setembro de 2018 | Portimonense | –      | Vitória de Guimarães | Portimão                               |  |
| 20:30                  |              | Report |                      | Estádio: Estádio Municipal de Portimão |  |

| 24 de Setembro de 2018 | Braga | –      | Sporting | Braga                               |  |
| 20:15                  |       | Report |          | Estádio: Estádio Municipal de Braga |  |

### 6ª Jornada
| 27 de Setembro de 2018 | Chaves | –      | Benfica | Chaves                               |  |
| 20:15                  |        | Report |         | Estádio: Estádio Municipal de Chaves |  |

| 28 de Setembro de 2018 | Porto | –      | Tondela | Porto                      |  |
| 20:30                  |       | Report |         | Estádio: Estádio do Dragão |  |

| 29 de Setembro de 2018 | Moreirense | –      | Feirense | Moreira de Cónegos                                     |  |
| 16:30                  |            | Report |          | Estádio: Estádio Comendador Joaquim de Almeida Freitas |  |

| 29 de Setembro de 2018 | Rio Ave | –      | Boavista | Vila do Conde              |  |
| 19:00                  |         | Report |          | Estádio: Estádio dos Arcos |  |

| 29 de Setembro de 2018 | Sporting | –      | Marítimo | Lisboa                         |  |
| 21:00                  |          | Report |          | Estádio: Estádio José Alvalade |  |

| 30 de Setembro de 2018 | Nacional | –      | Santa Clara | Funchal                     |  |
| 16:00                  |          | Report |             | Estádio: Estádio da Madeira |  |

| 30 de Setembro de 2018 | Vitória de Guimarães | –      | Vitória de Setúbal | Guimarães                            |  |
| 18:30                  |                      | Report |                    | Estádio: Estádio D. Afonso Henriques |  |

| 30 de Setembro de 2018 | Belenenses | –      | Braga | Oeiras                             |  |
| 20:30                  |            | Report |       | Estádio: Estádio Nacional do Jamor |  |

| 1 de Outubro de 2018 | Aves | –      | Portimonense | Vila das Aves                                 |  |
| 20:15                |      | Report |              | Estádio: Estádio do Clube Desportivo das Aves |  |

### 7ª Jornada
| 5 de Outubro de 2018 | Tondela | –      | Nacional | Tondela                       |  |
| 15:30                |         | Report |          | Estádio: Estádio João Cardoso |  |

| 5 de Outubro de 2018 | Santa Clara | –      | Chaves | Ponta Delgada                  |  |
| 18:00                |             | Report |        | Estádio: Estádio de São Miguel |  |

| 5 de Outubro de 2018 | Feirense | –      | Belenenses SAD | Santa Maria da Feira                 |  |
| 20:30                |          | Report |                | Estádio: Estádio Marcolino de Castro |  |

| 6 de Outubro de 2018 | Vitória de Setúbal | –      | Moreirense | Setúbal                    |  |
| 15:30                |                    | Report |            | Estádio: Estádio do Bonfim |  |

| 6 de Outubro de 2018 | Marítimo | –      | Vitória de Guimarães | Funchal                        |  |
| 18:00                |          | Report |                      | Estádio: Estádio dos Barreiros |  |

| 6 de Outubro de 2018 | Braga | –      | Rio Ave | Braga                               |  |
| 20:30                |       | Report |         | Estádio: Estádio Municipal de Braga |  |

| 7 de Outubro de 2018 | Boavista | –      | Aves | Porto                     |  |
| 15:30                |          | Report |      | Estádio: Estádio do Bessa |  |

| 7 de Outubro de 2018 | Benfica | –      | Porto | Lisboa                  |  |
| 17:30                |         | Report |       | Estádio: Estádio da Luz |  |

| 7 de Outubro de 2018 | Portimonense | –      | Sporting | Portimão                               |  |
| 20:00                |              | Report |          | Estádio: Estádio Municipal de Portimão |  |

### 8ª Jornada
| 28 de Outubro de 2018 | Nacional | –      | Portimonense | Funchal                     |  |
| 16:00                 |          | Report |              | Estádio: Estádio da Madeira |  |

| 28 de Outubro de 2018 | Moreirense | –      | Marítimo | Moreira de Cónegos                                     |  |
| 16:00                 |            | Report |          | Estádio: Estádio Comendador Joaquim de Almeida Freitas |  |

| 28 de Outubro de 2018 | Tondela | –      | Vitória de Setúbal | Tondela                       |  |
| 16:00                 |         | Report |                    | Estádio: Estádio João Cardoso |  |

| 28 de Outubro de 2018 | Sporting | –      | Boavista | Lisboa                         |  |
| 16:00                 |          | Report |          | Estádio: Estádio José Alvalade |  |

| 28 de Outubro de 2018 | Vitória de Guimarães | –      | Braga | Guimarães                            |  |
| 16:00                 |                      | Report |       | Estádio: Estádio D. Afonso Henriques |  |

| 28 de Outubro de 2018 | Aves | –      | Santa Clara | Vila das Aves                                 |  |
| 16:00                 |      | Report |             | Estádio: Estádio do Clube Desportivo das Aves |  |

| 28 de Outubro de 2018 | Belenenses | –      | Benfica | Oeiras                             |  |
| 16:00                 |            | Report |         | Estádio: Estádio Nacional do Jamor |  |

| 28 de Outubro de 2018 | Porto | –      | Feirense | Porto                      |  |
| 16:00                 |       | Report |          | Estádio: Estádio do Dragão |  |

| 28 de Outubro de 2018 | Rio Ave | –      | Chaves | Vila do Conde              |  |
| 16:00                 |         | Report |        | Estádio: Estádio dos Arcos |  |

### 9ª Jornada
| 4 de Novembro de 2018 | Chaves | –      | Aves | Chaves                               |  |
| 16:00                 |        | Report |      | Estádio: Estádio Municipal de Chaves |  |

| 4 de Novembro de 2018 | Boavista | –      | Vitória de Guimarães | Porto                     |  |
| 16:00                 |          | Report |                      | Estádio: Estádio do Bessa |  |

| 4 de Novembro de 2018 | Feirense | –      | Tondela | Santa Maria da Feira                 |  |
| 16:00                 |          | Report |         | Estádio: Estádio Marcolino de Castro |  |

| 4 de Novembro de 2018 | Marítimo | –      | Porto | Funchal                        |  |
| 16:00                 |          | Report |       | Estádio: Estádio dos Barreiros |  |

| 4 de Novembro de 2018 | Santa Clara | –      | Sporting | Ponta Delgada                  |  |
| 16:00                 |             | Report |          | Estádio: Estádio de São Miguel |  |

| 4 de Novembro de 2018 | Benfica | –      | Moreirense | Lisboa                  |  |
| 16:00                 |         | Report |            | Estádio: Estádio da Luz |  |

| 4 de Novembro de 2018 | Rio Ave | –      | Nacional | Vila do Conde              |  |
| 16:00                 |         | Report |          | Estádio: Estádio dos Arcos |  |

| 4 de Novembro de 2018 | Braga | –      | Vitória de Setúbal | Braga                               |  |
| 16:00                 |       | Report |                    | Estádio: Estádio Municipal de Braga |  |

| 4 de Novembro de 2018 | Portimonense | –      | Belenenses | Portimão                               |  |
| 16:00                 |              | Report |            | Estádio: Estádio Municipal de Portimão |  |

### 10ª Jornada
| 11 de Novembro de 2018 | Aves | –      | Rio Ave | Vila das Aves                                 |  |
| 16:00                  |      | Report |         | Estádio: Estádio do Clube Desportivo das Aves |  |

| 11 de Novembro de 2018 | Moreirense | –      | Portimonense | Moreira de Cónegos                                     |  |
| 16:00                  |            | Report |              | Estádio: Estádio Comendador Joaquim de Almeida Freitas |  |

| 11 de Novembro de 2018 | Vitória de Setúbal | –      | Feirense | Setúbal                    |  |
| 16:00                  |                    | Report |          | Estádio: Estádio do Bonfim |  |

| 11 de Novembro de 2018 | Porto | –      | Braga | Porto                      |  |
| 16:00                  |       | Report |       | Estádio: Estádio do Dragão |  |

| 11 de Novembro de 2018 | Nacional | –      | Marítimo | Funchal                     |  |
| 16:00                  |          | Report |          | Estádio: Estádio da Madeira |  |

| 11 de Novembro de 2018 | Belenenses | –      | Boavista | Oeiras                             |  |
| 16:00                  |            | Report |          | Estádio: Estádio Nacional do Jamor |  |

| 11 de Novembro de 2018 | Tondela | –      | Benfica | Tondela                       |  |
| 16:00                  |         | Report |         | Estádio: Estádio João Cardoso |  |

| 11 de Novembro de 2018 | Vitória de Guimarães | –      | Santa Clara | Guimarães                            |  |
| 16:00                  |                      | Report |             | Estádio: Estádio D. Afonso Henriques |  |

| 11 de Novembro de 2018 | Sporting | –      | Chaves | Lisboa                         |  |
| 16:00                  |          | Report |        | Estádio: Estádio José Alvalade |  |

### 11ª Jornada
| 2 de Dezembro de 2018 | Braga | –      | Moreirense | Braga                               |  |
| 16:00                 |       | Report |            | Estádio: Estádio Municipal de Braga |  |

| 2 de Dezembro de 2018 | Benfica | –      | Feirense | Lisboa                  |  |
| 16:00                 |         | Report |          | Estádio: Estádio da Luz |  |

| 2 de Dezembro de 2018 | Boavista | –      | Porto | Porto                     |  |
| 16:00                 |          | Report |       | Estádio: Estádio do Bessa |  |

| 2 de Dezembro de 2018 | Aves | –      | Nacional | Vila das Aves                                 |  |
| 16:00                 |      | Report |          | Estádio: Estádio do Clube Desportivo das Aves |  |

| 2 de Dezembro de 2018 | Chaves | –      | Vitória de Guimarães | Chaves                               |  |
| 16:00                 |        | Report |                      | Estádio: Estádio Municipal de Chaves |  |

| 2 de Dezembro de 2018 | Rio Ave | –      | Sporting | Vila do Conde              |  |
| 16:00                 |         | Report |          | Estádio: Estádio dos Arcos |  |

| 2 de Dezembro de 2018 | Portimonense | –      | Tondela | Portimão                               |  |
| 16:00                 |              | Report |         | Estádio: Estádio Municipal de Portimão |  |

| 2 de Dezembro de 2018 | Marítimo | –      | Vitória de Setúbal | Funchal                        |  |
| 16:00                 |          | Report |                    | Estádio: Estádio dos Barreiros |  |

| 2 de Dezembro de 2018 | Santa Clara | –      | Belenenses | Ponta Delgada                  |  |
| 16:00                 |             | Report |            | Estádio: Estádio de São Miguel |  |

### 12ª Jornada
| 9 de Dezembro de 2018 | Moreirense | –      | Santa Clara | Moreira de Cónegos                                     |  |
| 16:00                 |            | Report |             | Estádio: Estádio Comendador Joaquim de Almeida Freitas |  |

| 9 de Dezembro de 2018 | Sporting | –      | Aves | Lisboa                         |  |
| 16:00                 |          | Report |      | Estádio: Estádio José Alvalade |  |

| 9 de Dezembro de 2018 | Vitória de Setúbal | –      | Benfica | Setúbal                    |  |
| 16:00                 |                    | Report |         | Estádio: Estádio do Bonfim |  |

| 9 de Dezembro de 2018 | Feirense | –      | Marítimo | Santa Maria da Feira                 |  |
| 16:00                 |          | Report |          | Estádio: Estádio Marcolino de Castro |  |

| 9 de Dezembro de 2018 | Tondela | –      | Braga | Tondela                       |  |
| 16:00                 |         | Report |       | Estádio: Estádio João Cardoso |  |

| 9 de Dezembro de 2018 | Nacional | –      | Boavista | Funchal                     |  |
| 16:00                 |          | Report |          | Estádio: Estádio da Madeira |  |

| 9 de Dezembro de 2018 | Porto | –      | Portimonense | Porto                      |  |
| 16:00                 |       | Report |              | Estádio: Estádio do Dragão |  |

| 9 de Dezembro de 2018 | Belenenses | –      | Chaves | Oeiras                             |  |
| 16:00                 |            | Report |        | Estádio: Estádio Nacional do Jamor |  |

| 9 de Dezembro de 2018 | Vitória de Guimarães | –      | Rio Ave | Guimarães                            |  |
| 16:00                 |                      | Report |         | Estádio: Estádio D. Afonso Henriques |  |

### 13ª Jornada
| 16 de Dezembro de 2018 | Boavista | –      | Tondela | Porto                     |  |
| 16:00                  |          | Report |         | Estádio: Estádio do Bessa |  |

| 16 de Dezembro de 2018 | Portimonense | –      | Vitória de Setúbal | Portimão                               |  |
| 16:00                  |              | Report |                    | Estádio: Estádio Municipal de Portimão |  |

| 16 de Dezembro de 2018 | Braga | –      | Feirense | Braga                               |  |
| 16:00                  |       | Report |          | Estádio: Estádio Municipal de Braga |  |

| 16 de Dezembro de 2018 | Aves | –      | Vitória de Guimarães | Vila das Aves                                 |  |
| 16:00                  |      | Report |                      | Estádio: Estádio do Clube Desportivo das Aves |  |

| 16 de Dezembro de 2018 | Santa Clara | –      | Porto | Ponta Delgada                  |  |
| 16:00                  |             | Report |       | Estádio: Estádio de São Miguel |  |

| 16 de Dezembro de 2018 | Chaves | –      | Moreirense | Chaves                               |  |
| 16:00                  |        | Report |            | Estádio: Estádio Municipal de Chaves |  |

| 16 de Dezembro de 2018 | Sporting | –      | Nacional | Lisboa                         |  |
| 16:00                  |          | Report |          | Estádio: Estádio José Alvalade |  |

| 16 de Dezembro de 2018 | Rio Ave | –      | Belenenses | Vila do Conde              |  |
| 16:00                  |         | Report |            | Estádio: Estádio dos Arcos |  |

| 16 de Dezembro de 2018 | Marítimo | –      | Benfica | Funchal                        |  |
| 16:00                  |          | Report |         | Estádio: Estádio dos Barreiros |  |

### 14ª Jornada
| 23 de Dezembro de 2018 | Porto | –      | Rio Ave | Porto                      |  |
| 16:00                  |       | Report |         | Estádio: Estádio do Dragão |  |

| 23 de Dezembro de 2018 | Benfica | –      | Braga | Lisboa                  |  |
| 16:00                  |         | Report |       | Estádio: Estádio da Luz |  |

| 23 de Dezembro de 2018 | Vitória de Setúbal | –      | Santa Clara | Setúbal                    |  |
| 16:00                  |                    | Report |             | Estádio: Estádio do Bonfim |  |

| 23 de Dezembro de 2018 | Feirense | –      | Portimonense | Santa Maria da Feira                 |  |
| 16:00                  |          | Report |              | Estádio: Estádio Marcolino de Castro |  |

| 23 de Dezembro de 2018 | Tondela | –      | Marítimo | Tondela                       |  |
| 16:00                  |         | Report |          | Estádio: Estádio João Cardoso |  |

| 23 de Dezembro de 2018 | Vitória de Guimarães | –      | Sporting | Guimarães                            |  |
| 16:00                  |                      | Report |          | Estádio: Estádio D. Afonso Henriques |  |

| 23 de Dezembro de 2018 | Belenenses | –      | Aves | Oeiras                             |  |
| 16:00                  |            | Report |      | Estádio: Estádio Nacional do Jamor |  |

| 23 de Dezembro de 2018 | Moreirense | –      | Boavista | Moreira de Cónegos                                     |  |
| 16:00                  |            | Report |          | Estádio: Estádio Comendador Joaquim de Almeida Freitas |  |

| 23 de Dezembro de 2018 | Nacional | –      | Chaves | Funchal                     |  |
| 16:00                  |          | Report |        | Estádio: Estádio da Madeira |  |